# Karl Odermatt (Politiker, 1851)
Karl Odermatt (auch Carl Odermatt) (* 25. April 1851 in Stans; † 20. August 1923 in Olten) war ein Schweizer Politiker. Von 1889 bis 1895 gehörte er als Vertreter der Konservativen dem Regierungsrat des Kantons Nidwalden an.

## Leben
Karl Odermatt wurde als Sohn des Regierungsrats Michael Odermatt und der Josefa Fruonz geboren. Er wuchs hauptsächlich in Stans auf und besuchte erst die Primarschule Sachseln und ab der dritten Klasse diejenige von Stans. Nach dem Gymnasium begann Odermatt ein Medizinstudium und eröffnete dann eine Arztpraxis. Neben dieser Arztpraxis war Karl Odermatt noch 24 Jahre lang Chirung im Kantonsspital Nidwalden. Wegen seiner leidenden Gesundheit zog er am Schluss seines Lebens mit seiner Ehefrau zu seiner jüngeren Tochter nach Olten und starb dort. 
Karl Odermatt begann seine politische Karriere 1883 als Mitglied im Gemeinderat, Kirchenrat und Schulrat von Stans. Die Ämter im Gemeinderat und Kirchenrat gab er 1889 wieder ab. Im Schulrat blieb Odermatt bis 1921. Im Jahr 1908 wurde Karl Odermatt Kirchmeier (Präsident des Kirchenrats) der Kirchgemeinde Stans.
Auf kantonaler Ebene begann seine politische Laufbahn ebenfalls im Jahr 1883. Er wurde Mitglied im Obergericht und im Sanitätsrat von Nidwalden. Sein Amt als Oberrichter gab Odermatt 1889 auf. Dagegen blieb er bis 1919 Sanitätsrat. An der Landsgemeinde 1889 wurde Karl Odermatt vom Volk in den Regierungsrat gewählt. Er war sechs Jahre lang Landsäckelmeister (Finanzminister) in der Nidwaldner Regierung. Gleichzeitig wurde Odermatt in den Erziehungsrat des Kantons Nidwalden gewählt, in dem er bis 1922 blieb.  
Karl Odermatt heiratete am 19. August 1882 in Stans die Stansstaderin Elisabeth Flüeler. Diese Ehe blieb kinderlos. Nach dem frühen Tod seiner Gattin im Jahr 1885 heiratete Odermatt Virginie Büttikofer am 21. September 1889 in Olten. Aus dieser Ehe stammen drei Kinder (zwei Töchter und ein Sohn). Der Sohn starb bereits im Kindesalter. Karl Odermatt war Mitgründer des katholischen Vinzenzvereins von Stans.  

## Quelle
- Neues Stammbuch. Band IV, Odermatt, 659 (431)